# Stegophiura brachyactis
Stegophiura brachyactis är en ormstjärneart som först beskrevs av Hubert Lyman Clark 1911.  Stegophiura brachyactis ingår i släktet Stegophiura och familjen fransormstjärnor. Inga underarter finns listade i Catalogue of Life.